# Ърнест Шепърд
Ърнест Хауърд Шепърд (на английски: Ernest Howard Shepard) е английски художник – карикатурист и илюстратор на книги, известен с илюстрациите си на книгите „Мечо Пух“ от А. А. Милн и „Шумът на върбите“ от Кенет Греъм. Шепърд е носител на британския орден „Военен кръст“ и на Ордена на Британската империя.

## Биография
Ърнест Шепърд е роден на 10 декември 1879 г. в Сейнт Джонс Ууд, Лондон. След като проявил известни заложби в рисуването в училище „Сейнт Пол“, Шепърд постъпва в Училището по изящни изкуства „Хедърлийс“ в Челси. След една успешна за него година, печели стипендия за Кралското академично училище, където среща бъдещата си съпруга Флорънс Елионор Чаплинс, с която имат две деца: син Греъм Шепърд (1907–1943) и дъщеря Мери Шепърд (1909–2000), и двамата станали художници-илюстратори.
Към 1906 г. Шепърд вече се е утвърдил като успешен илюстратор, чието дело са илюстрираните издания на „Басните“ на Езоп, „Дейвид Копърфийлд“ на Чарлз Дикенс, наред с илюстрации за хумористичното списание „Пънч“.
През Първата световна война (1915) Шепърд получава назначение в Кралската гарнизонна артилерия, подразделение на британската Кралска артилерия. Към 1916 г. започва да работи към отдел „Разузнаване“, предоставяйки скици на бойното поле от позицията на своята батарея. През 1917 г., след като е произведен в чин втори лейтенант и капитан, Шепърд е награден с „Военен кръст“ за вярна служба в Битката при Пашендейле. Към края на войната вече е произведен в чин майор.
През цялата война Ърнест Шепърд сътрудничи на списание „Пънч“. През 1921 г. е назначен като редовен щатен карикатурист и през 1945 година става главен карикатурист, от която длъжност е отстранен през 1953 г., когато редактор на списанието става Малкълм Мъгъридж.
През 1923 г. един от другите сътрудници в „Пънч“, хумористът и драматург Едуард Лукас, препоръчва Шепърд на писателя А. А. Милн. В началото Милн смятал, че стилът на Шепърд не отговаря на представите му, но въпреки това го кани да илюстрира книгата му с детски стихове „Когато бяхме много малки“, публикувана през 1924 г. Доволен от резултата, Милн настоява Шепърд да работи и книгата му „Мечо Пух“. Осъзнал приноса на художника към цялостния успех на книгата, Милн договаря Шепърд да получи част от неговите авторски хонорари за книгата.
Рисунките му на Мечо Пух и останалите герои от книгата са толкова известни, че през 1969 г., когато Шепърт е на 90 години, над 300 от тях са изложени в музея „Виктория и Албърт“. С времето обаче Шепърд развива неприязън към „тази стара глупава мечка“, чувствайки, че илюстрациите за „Мечо Пух“ засенчват останалата част от творчеството му, в което се включват илюстрациите на над 50 книги, измежду които „Вече сме на шест години“ (А. А. Милн, 1927), „Шумът на върбите“ (Кенет Греъм, 1931), „Коледни стихотворения“ (1931), „Мама Гъска“ (1931), „Неохотният дракон“ (Кенет Греъм, 1939), „Тайната градина“ (Франсис Ходжсън Бърнет, 1956), „Старогръцки легенди“ (1958) и много други.
Шепърд пише 2 автобиографии: Drawn from Memory (1957) и Drawn From Life (1961).
През 1972 г. той предоставя архива с личната си колекция от записки и илюстрации на Университета в Съри. През същата година е удостоен с Ордена на Британската империя в рамките на честванията на рождения ден на кралица Елизабет II.
Умира на 24 март 1976 г. в Лодсуърт, Западен Съсекс.